# International School of Paris
Die International School of Paris ist eine angesehene englischsprachige Schule im 16. Arrondissement von Paris. Unterrichtet wird vom Kindergarten (Nursery) bis zur 12. Klasse (12th grade), die mit dem International Baccalaureate beendet wird.

## Schüler
- Andrea Casiraghi (* 1984), Sohn von Caroline von Hannover[2]
- Pierre Casiraghi, Sohn von Caroline von Hannover
- Uffie (* 1987), (bürgerlich: Anna-Catherine Hartley), Sängerin[3]
- Morgane Polanski (* 1993), Schauspielerin